# Grekland i olympiska vinterspelen 2014
Grekland deltog med sju deltagare vid de olympiska vinterspelen 2014 i Sotji. Ingen av landets deltagare erövrade någon medalj.